# Station Fukuchiyama
Station Fukuchiyama  (Japans: 福知山駅, Fukuchiyama-eki) is een spoorwegstation in de Japanse stad Fukuchiyama in de prefectuur Kyoto. Het wordt aangedaan door de  de Sanin-lijn, de Fukuchiyama-lijn (JR West) en de KTR Miyafuku-lijn (KTR). Van de laatste twee vormt het station het eind- en beginpunt. Er zijn in totaal 7 sporen, gelegen aan 3 eilandperrons en één zijperron.

## Lijnen
De lijnen van JR kennen geen vaste perrons. Vooral in spitsuren en in zowel de vroege ochtend als late avond kan het spoornummer gewijzigd worden. Daarnaast stoppen er ook enkele lange-afstandstreinen:
- Kōnotori: tussen Shin-Osaka en Kinosaki Onsen
- Kinosaki: tussen Kioto en Kinosaki Onsen
- Hashidate: tussen Kioto en Toyooka, via Sonobe en Amanohashidate

### JR West
| 1,2 | ■ Sanin-lijn       | richting Ayabe, Sonobe en Kioto (via de Sagano-lijn)  |
| 3,4 | ■ Sanin-lijn       | richting Wadayama, Toyooka, Kinosaki Onsen en Tottori |
| 5   | ■ Fukuchiyama-lijn | richting Sasayamaguchi, Takarazuka en Ōsaka           |

### KTR
| 1,2 | ■ KTR Miyafuku-lijn | richting Ōe, Miyazu en Amanohashidate |

## Geschiedenis
Het station werd in 1904 geopend. In 1988 werd het gedeelte voor KTR geopend en in 2005 werd het station vernieuwd.

## Overig openbaar vervoer
Er bevinden zich een aantal bushaltes rondom het station. Er stoppen bussen van zowel het netwerk van Fukuchiyama als van enkele privémaatschappijen.

## Stationsomgeving
- Kōnan (bouwcentrum)
- Kasteel Fukuchiyama
- Stadhuis van Fukuchiyama
- Spoorweghal Poppoland (treinmuseum)
- Kyoto Bank
- McDonald's
- Lawson
- 7-Eleven
- All in Fukuchiyama (hotel)

(JR Kioto-lijn<<) ·  Ōsaka ·  Tsukamoto ·  Amagasaki ·  Tsukaguchi ·  Inadera ·  Itami ·  Kita-Itami ·  Kawanishi-Ikeda ·  Nakayamadera ·  Takarazuka ·  Namaze ·  Nishinomiyanajio ·  Takedao ·  Dōjō ·  Sanda ·  Shin-Sanda ·  Hirono ·  Aino ·  Aimoto ·  Kusano ·  Furuichi ·  Minami-Yashiro ·  Sasayamaguchi ·  Tamba-Oyama ·  Shimotaki ·  Tanikawa ·  Kaibara ·  Isō ·  Kuroi ·  Ichijima ·  Tamba-Takeda ·  Fukuchiyama · (>>Sanin-lijn)